# NGC 4262

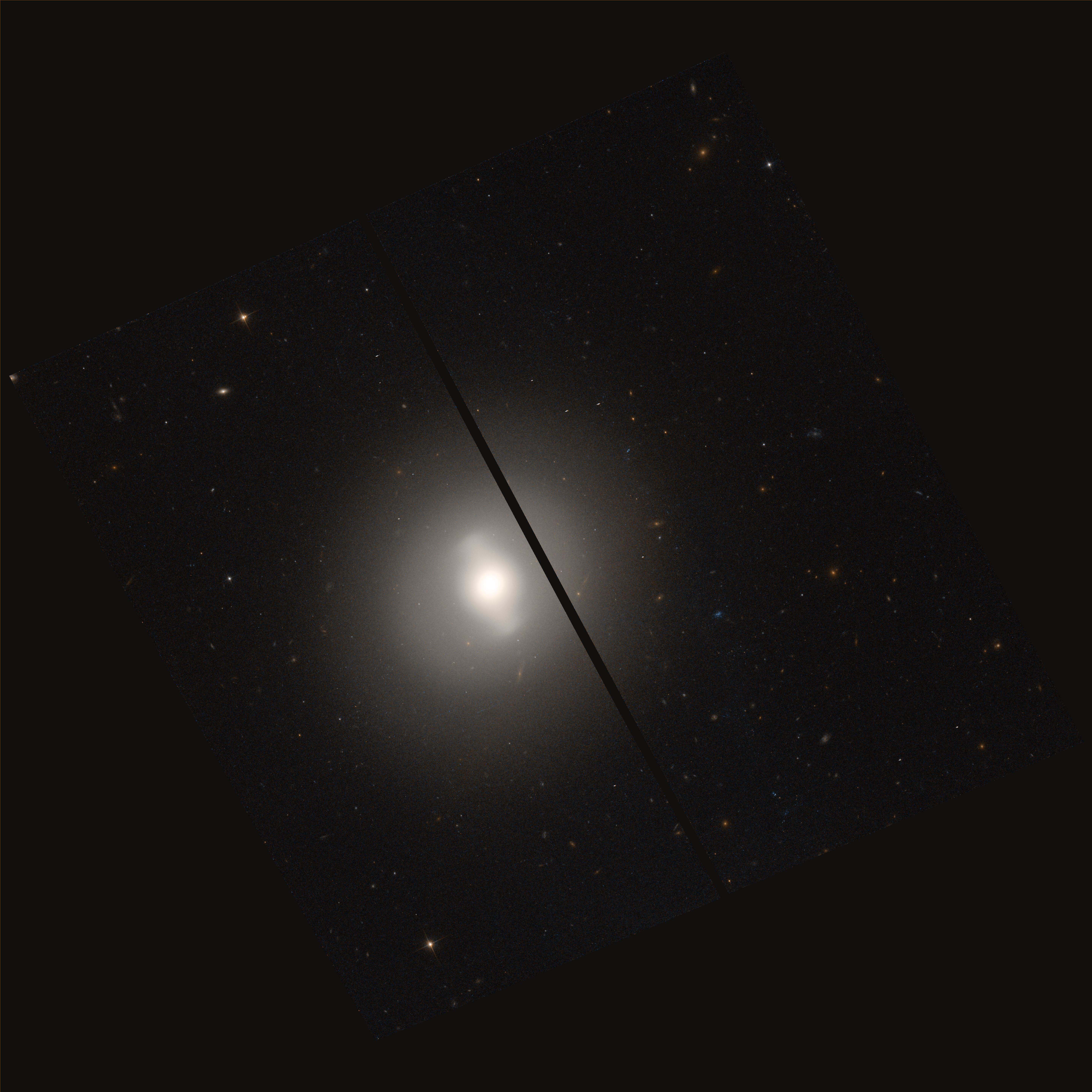
NGC 4262 par le télescope spatial Hubble.

NGC 4262 est une galaxie lenticulaire située dans la constellation de la Chevelure de Bérénice. NGC 4262 a été découverte par l'astronome germano-britannique William Herschel en 1784.

## Caractéristiques
NGC 4262 présente une large raie HI.

### Distance
Sa vitesse par rapport au fond diffus cosmologique est de 1 688 ± 23 km/s, ce qui correspond à une distance de Hubble de 24,90 ± 1,78 Mpc (∼81,2 millions d'al).
À ce jour, 17 mesures non basées sur le décalage vers le rouge (redshift) donnent une distance de 19,741 ± 5,128 Mpc (∼64,4 millions d'al), ce qui est à l'intérieur des valeurs de la distance de Hubble. Cependant, cette galaxie est relativement rapprochée du Groupe local. On obtient souvent des distances assez différentes pour les galaxies rapprochées en se basant sur le décalage en raison du mouvement propre de ces galaxies dans le groupe où l'amas où elles sont situées. Notons que c'est avec la valeur moyenne des mesures indépendantes, lorsqu'elles existent, que la base de données NASA/IPAC calcule le diamètre d'une galaxie.

## Amas globulaires
Selon une étude publiée en 2008 et basée sur les observations réalisées avec le télescope spatial Hubble, le nombre d'amas globulaires dans NGC 4262 (VCC 355 (Virgo Cluster Catalog) dans l'article) est estimé à 100 ± 31.

## Trou noir supermassif
Selon une étude réalisée en 2017 à l'aide du télescope spatial Hubble et portant sur plusieurs galaxies, NGC 4262 renferme un trou noir supermassif dont la masse est comprise entre 0 et 203 millions de masses solaires.

## Un disque entourant le noyau
Grâce aux observations du télescope spatial Hubble, on a détecté un disque de formation d'étoiles autour du noyau de NGC 4262. La taille de son demi-grand axe est égale à 290 pc (~945 années-lumière).

## Groupe de M87, de M60 et l'amas de la Vierge
Selon A.M. Garcia, NGC 4262 est membre du groupe de M87 (NGC 4486). Ce groupe de galaxies comprend au moins 96 membres, dont 53 apparaissent au New General Catalogue et 17 à l'Index Catalogue.
D'autre part, la plupart des galaxies du New General Catalogue, dont NGC 4262, et seulement quatre de l'Index Catalogue du groupe de M87 apparaissent  dans une liste de 227 galaxies d'un article publié par Abraham Mahtessian en 1998. Cette liste comporte plus de 200 galaxies du New General Catalogue et une quinzaine de galaxies de l'Index Catalogue. On retrouve dans cette liste 11 galaxies du Catalogue de Messier, soit M49, M58, M60, M61, M84, M85, M87, M88, M91, M99 et M100.
Toutes les galaxies de la liste de Mahtessian ne constituent pas réellement un groupe de galaxies. Ce sont plutôt plusieurs groupes de galaxies qui font tous partie d'un amas galactique, l'amas de la Vierge. Pour éviter la confusion avec l'amas de la Vierge, on peut donner le nom de groupe de M60 à cet ensemble de galaxies, car c'est l'une des plus brillantes de la liste. L'amas de la Vierge est en effet beaucoup plus vaste et compterait environ 1300 galaxies, et possiblement plus de 2000, situées au cœur du superamas de la Vierge, dont fait partie le Groupe local,.
De nombreuses galaxies de la liste de Mahtessian se retrouvent dans onze groupes décrits dans l'article d'A.M. Garcia, soit le groupe de NGC 4123 (7 galaxies), le groupe de NGC 4261 (13 galaxies), le groupe de NGC 4235 (29 galaxies), le groupe de M88 (13 galaxies, M88 = NGC 4501), le groupe de NGC 4461 (9 galaxies), le groupe de M61 (32 galaxies, M61 = NGC 4303), le groupe de NGC 4442 (13 galaxies), le groupe de M87 (96 galaxies, M87 = NGC 4486), le groupe de M49 (127 galaxies, M49 = NGC 4472), le groupe de NGC 4535 (14 galaxies) et le groupe de NGC 4753 (15 galaxies). Ces onze groupes font partie de l'amas de la Vierge et ils renferment 396 galaxies. Certaines galaxies de la liste de Mahtessian ne figurent cependant dans aucun des groupes de Garcia et vice versa.